# La Chaux-de-Fonds International 1993
Die La Chaux-de-Fonds International 1993 im Badminton  fanden vom 11. bis 14. März 1993 im Pavillon des Sports in La Chaux-de-Fonds statt.

## Die Sieger und Platzierten
| Disziplin    | Gold                       | Silber                            | Bronze                             |
| ------------ | -------------------------- | --------------------------------- | ---------------------------------- |
| Herreneinzel | Jeroen van Dijk            | Chris Bruil                       | Pierre Pelupessy                   |
| Herreneinzel | Jeroen van Dijk            | Chris Bruil                       | Oliver Pongratz                    |
| Dameneinzel  | Anne Søndergaard           | Lotte Thomsen                     | Astrid van der Knaap               |
| Dameneinzel  | Anne Søndergaard           | Lotte Thomsen                     | Monique Hoogland                   |
| Herrendoppel | Michael Adams Chris Hunt   | Pierre Pelupessy Quinten van Dalm | Chris Bruil Ron Michels            |
| Herrendoppel | Michael Adams Chris Hunt   | Pierre Pelupessy Quinten van Dalm | Michael Keck Uwe Ossenbrink        |
| Damendoppel  | Tracy Dineen Joanne Wright | Natalja Ivanova Julia Martynenko  | Tanya Groves Joanne Davies         |
| Damendoppel  | Tracy Dineen Joanne Wright | Natalja Ivanova Julia Martynenko  | Sandra Beißel Nicole Grether       |
| Mixed        | Ron Michels Sonja Mellink  | Heinz Fischer Irina Serova        | Chris Hunt Joanne Wright           |
| Mixed        | Ron Michels Sonja Mellink  | Heinz Fischer Irina Serova        | Quinten van Dalm Nicole van Hooren |